# Juan Díaz (pugile)
Juan Díaz (Houston, 17 settembre 1983) è un pugile messicano.
Soprannominato "Baby Bull" è stato campione WBO, WBA e IBF pesi leggeri. 

## Carriera

### Carriera da dilettante
Diaz ha terminato la sua carriera da dilettante con un sorprendente record amatoriale di 105-5. Credeva che avrebbe preso parte alla selezione messicana per Sydney 2000, ma gli è stato detto che era troppo giovane per competere in quella competizione (in quel periodo era ancora minorenne), così invece di aspettare altri quattro anni per partecipare alle nuove olimpiadi ha deciso di diventare un pugile professionista.

### Carriera da professionista

#### Pesi leggeri

##### Gli inizi
Juan Diaz ha debuttato il 23 giugno 2000 all'età di 16 anni, sconfiggendo Rafael Ortiz per KO tecnico alla 1ª ripresa. Ha vinto i suoi primi cinque incontri per KO o KOT. Il primo a portarlo sulla distanza è Michael Lucero. La gara, svoltasi il 1º dicembre all'MGM Grand di Las Vegas, è terminata con la vittoria di Baby Bull ai punti dopo 6 riprese.
Nel 2001 ha disputato un totale di 7 incontri, vincendo in tutte e quante le occasioni. L'anno seguente è stato pressoché uguale, in quanto ha disputato 6 match nel giro di 12 mesi, vincendoli nuovamente tutti quanti. Il 22 novembre 2003 Juan ha affrontato Joel Perez (34-6-2) per la corona giovanile WBC dei leggeri al Reliant Park di Houston. Qui Diaz ha dato una buona prova delle sue capacità, sconfiggendo l'avversario al 6º round per KO tecnico. Pur non essendo un titolo di grande valore, è comunque la prima cintura della carriera professionistica del giovane messicano.

##### Diaz VS Katsidis
Dopo aver subito la prima sconfitta da parte del Galaxxy Warrior Nate Campbell, Diaz (34-1; 17 KO) ha affrontato il promettente pugile australiano di origini greche Michael Katsidis (23-1; 20 KO), proveniente a sua volta da un KO tecnico da parte di Joel Casamayor. L'incontro si è tenuto al Toyota Center di Houston (città natale del Baby Bull) il 6 settembre 2008. Alla vigilia dell'incontro, nel consueto Weigh-In, entrambi gli atleti hanno registrato un peso di 134 libbre e mezzo. Il main event, denominato "No Retreat, No Surrender", è finito con la vittoria di Diaz per Slit Decision con i punteggi di 116-112 e 115-113 per il nativo di Houston, e 115-113 per Katsidis. Dopo l'evento non si è deciso di organizzare una rivincita.

#### Pesi superleggeri

##### Diaz VS Malignaggi I e II
Dopo la vittoria non convincente su Malignaggi, entrambi i campi dei pugili hanno deciso di organizzare una rivincita, che si svolgerà il 12 dicembre 2009 all'UIC Pavilion di Chicago.